# قلعة أنجيه
قلعة أنجيه هي قلعة تقع في أنجيه، وادي اللوار، مان ولوار، فرنسا تم بنائها في القرن التاسع من قبل كونتات ودوقات أنجو.